# Slaget vid Dak To
Slaget vid Dak To var ett slag mellan den amerikanska armén och den nordvietnamesiska armén (NVA) under Vietnamkriget som utkämpades i Sydvietnam, vid den sydvietnamesiska-nordvietnamesiska gränsen från den 3 till 22 november 1967. Slaget blev ett av de blodigaste under hela kriget. Slaget börjades efter attacker av NVA på de amerikanska och sydvietnamesiska ställningarna längs gränsen, blodiga och intensiva strider rasade under tre veckors tid innan amerikanerna efter massiva förstärkningar och med flyg och artilleriunderstöd lyckas trycka tillbaka NVA. Även om NVA drevs tillbaka så blev slaget kostsamt för amerikanarna som förlorade nära 300 man döda och nästan 1000 sårade.